# آنجل-آ
آنژلا (به فرانسوی: Angel-A) فیلمی فرانسوی در ژانر فانتزی رمانتیک ساخته‌شده در سال ۲۰۰۵ و به کارگردانی و نویسندگی لوک بسون است.

## داستان
آندره به امید به دست آوردن پول آسان به تازگی از آمریکا به پاریس بازگشته. دوست دارد تا زندگی خود را از جرم و جنایت پاک کرده و زندگی تازه‌ای را به عنوان یک مرد درست کار در آمریکا شروع کند. اما تنها پس از چند ساعت اقامت در پاریس، آندره خودش را آویزان بالای لبه برج ایفل می‌بیند، در حال التماس برای زندگی خود از مردی که امیدوار است هرگز دوباره او را نبیند. به وی فرصتی ۲۴ ساعته داده می‌شود تا قرض ۲۰۰۰۰ یورویی خود را بپردازد در غیر این صورت بعد از مهلت مقرر کشته خواهد شد. آندره دیوانه وار تلاش می‌کند راهی برای گریز از مرگ حتمی بیابد به پلیس التماس تا او را زندانی کنند تا از دست طلبکاران خطرناکش در امان باشد اما افراد پلیس او را مسخره کرده و از اداره پلیس بیرون می‌کنند. سرانجام با نا امیدی تصمیم می‌گیرد پیش از ضرب العجل با انداختن خود به رودخانه به زندگی خود پایان دهد. اما او تنها نیست. بر روی پلی که وی تصمیم به پرش از روی آن را دارد زن زیبا و اسرار آمیزی پیش از آندره خود را به رودخانه می‌اندازد. ولی آندره با تلاش بسیار این زن را نجات داده و به کنار رودخانه می رساند. در عوض زن(آنجلا) تصمیم می‌گیرد به آندره کمک کند. آنجلا نه تنها در پیدا نمودن پول مورد نیاز آندره را یاری می‌دهد بلکه به وی کمک می‌کند تا خوبی‌های درون خود را نیز در یابد.